# اگساک
اگساک (به فرانسوی: Agassac) یک کامین در فرانسه است که در Canton of L'Isle-en-Dodon واقع شده‌است.

## خصوصیات
اگساک ۹٫۵۸ کیلومترمربع مساحت و ۱۲۱ نفر جمعیت دارد و ۲۵۰ متر بالاتر از سطح دریا واقع شده‌است.